# Llamil Reston
Llamil Reston, escrito erróneamente Yamil (Santiago del Estero, 20 de mayo de 1926-Buenos Aires, 27 de diciembre de 2019), fue un militar argentino que perteneció al Ejército Argentino y alcanzó la jerarquía de general de división; ocupó el cargo de ministro de Trabajo de la Nación durante la presidencia de facto de Jorge Rafael Videla, del 18 de enero de 1979 al 29 de marzo de 1981, y más tarde, el de ministro del Interior, bajo la presidencia de facto de Reynaldo Bignone, del 1 de julio de 1982 al 10 de diciembre de 1983.

## Biografía
Nació en la ciudad de Santiago del Estero, en la provincia homónima, hijo de Juan Reston y de Mónica Jorge, ambos de origen sirio-libanés.

### Carrera
Ingresó al Colegio Militar de la Nación en 1944, en el tiempo en que cursaban allí Antonio Domingo Bussi, Reynaldo Benito Bignone, Cristino Nicolaides, entre otros.
Durante la presidencia de facto de Juan Carlos Onganía en 1966 fue ascendido a teniente coronel, destinándose al Tribunal especial de Honor de las Fuerzas Armadas. Más tarde, en 1971 fue ascendido a coronel, cargo con el que ocuparía cargos dentro de la jefatura del Estado Mayor General del Ejército. 
Gracias a su participación en el golpe de Estado de 1976, fue ascendido a general de brigada el 31 de diciembre de 1976. Fue comandante de la III Brigada de Infantería, de Curuzú Cuatiá, en la provincia de Corrientes, provincia donde desarrolló distintas operaciones militares, en las que se cometían crímenes de lesa humanidad, según indica un fallo de un tribunal de Paso de los Libres.
Fue designado, tiempo después, ministro de Trabajo de la Nación, cargo al que asumió el 7 de diciembre de 1979, bajo la presidencia de Jorge Rafael Videla. Adoptó un carácter represivo hacia grupos sindicales, que profundizó el conflicto que mantenían éstos con el gobierno.
El 4 de enero de 1982 asumió de comandante del recién creado IV Cuerpo de Ejército de Santa Rosa.
Durante su comandancia ocurrió la represión contra la marcha de la CGT del 30 de marzo de 1982 en la cual murió el obrero Benedicto Ortiz.
El IV Cuerpo no participó de la guerra de las Malvinas.
El 14 de junio, el general Reston, enterado de la rendición argentina, llamó al general Galtieri para comunicarle que Mario Benjamín Menéndez se había rendido y que lo citaba a una reunión de altos mandos.
Durante la presidencia de Reynaldo Bignone, fue designado Ministro del Interior, cargo que ocupó del 7 de junio de 1982 al 10 de diciembre de 1983, cuando regresó la democracia a la Argentina.

### Tras su pase a retiro
Fue procesado por diversos crímenes de lesa humanidad, especialmente, por su gestión en la Brigada de Infantería de Curuzú Cuatiá. Murió sin haber sentencia en su contra. Hasta su fallecimiento, residió en la ciudad de Buenos Aires.